# Mikhaïl Tswett
Pour les articles homonymes, voir Zwet.
Mikhaïl Semionovitch Tsvet (Михаил Семенович Цвет, transcrit également comme Tswett (à l'allemande, orthographe la plus usuelle en botanique) Tswet, Zwet ou Cvet) (1872-1919) est un botaniste russe qui a inventé la chromatographie d'adsorption. Son nom signifie “couleur” en russe.

## Biographie
Mikhaïl Tsvet naît le 14 mai 1872 à Asti en Italie. Sa mère est italienne et son père est un fonctionnaire russe. Sa mère meurt peu après sa naissance et il grandit à Genève. Il reçoit son diplôme de sciences au département de physique et de mathématique à l'université de Genève en 1893. Il décide alors de se consacrer à la botanique et obtient son doctorat en 1896 sur son travail sur la physiologie cellulaire. Il se rend à Saint-Pétersbourg en 1896 car son père est rappelé au pays. Il commence à travailler au laboratoire biologique de l'Académie des sciences de Russie. Comme son diplôme obtenu à Genève n'est pas reconnu en Russie, il doit repasser ses diplômes. En 1897, il devient professeur de botanique dans des cours qui ne sont ouverts qu'aux femmes. En 1902, il devient assistant de laboratoire à l'Institut de physiologie végétale de l'université de Varsovie. En 1903, il devient professeur-assistant et enseigne dans d'autres universités de Varsovie. Après le début de la Première Guerre mondiale, l'université de technologie de Varsovie est évacuée d'abord à Moscou puis, en 1916, à Gorki Leninskie près de Moscou. En 1917, il devient professeur de botanique et directeur du jardin botanique de l'Université de Tartu en Estonie. En 1918, les troupes autrichiennes et allemandes occupent la ville et l'université est évacuée à Voronej, ville importante du sud de la Russie. Tswett meurt d'une maladie chronique de la gorge à l'âge de 47 ans.

## Chromatographie
Mikhaïl Tsvet invente la chromatographie en 1901 durant ses recherches sur les pigments végétaux. Il utilisait la chromatographie sur colonne avec du carbonate de calcium comme adsorbant et un mélange d'éthanol comme éluant pour séparer la chlorophylle et les caroténoïdes. La méthode est décrite le 30 décembre 1901 lors du Onzième congrès des médecins et des naturalistes (XI съезд естествоиспытателей и врачей) qui se tenait à Saint-Pétersbourg. La première description imprimée paraît en 1903, dans les Comptes rendus de la Société des naturalistes de Varsovie, section de biologie. La première utilisation du terme de “chromatographie” apparaît en 1906 dans deux articles sur la chlorophylle dans le journal de botanique de langue allemande Berichte der Deutschen botanischen Gesellschaft. En 1907, il démontre son chromatographe devant la Société botanique allemande.
À cause des événements tragiques du début du XXe siècle en Russie, la chromatographie de Tswett tombe dans l'oubli et n'est mise en lumière que dix ans après sa mort par l'Allemand Edgar Lederer (1908-1988) et le biochimiste autrichien Richard Kuhn (1900-1967).

## Honneurs
L'astéroïde (2770) Tsvet porte son nom.